# Zymosane
Le zymosane est un complexe de protéines et de glucides extrait de la membrane des cellules de levure contenant notamment du (1→3)-β-D-glucane, un β-glucane constitué de résidus glucose liés par des liaisons osidiques β-1,3.
Il est utilisé expérimentalement pour déclencher des réactions inflammatoires. Dans les macrophages, les réponses au zymosane comprennent l'induction de cytokines, la mobilisation de l'arachidonate, la phosphorylation des protéines et la formation d'inositol phosphate. Le zymosane A accroît également le taux de cycline D2, ce qui suggère pour cette dernière un rôle dans l'activation des macrophages en plus de celui dans la multiplication.